# Annita Malavasi
Annita Malavasi (Quattro Castella, 21 maggio 1921 – Reggio Emilia, 27 novembre 2011) è stata una partigiana italiana.

## Biografia

### Giovinezza
Annita Malavasi nasce il 21 maggio 1921 a Quattro Castella in provincia di Reggio Emilia, in una famiglia contadina antifascista di tradizione socialista. Cresce in un quartiere operaio politicamente attivo ed entra in contatto con i partigiani grazie al fratello maggiore. Nel 1939 si trasferisce insieme alla famiglia nella vicina Reggio Emilia.

### Guerra partigiana
Dopo l'8 settembre 1943 aiuta a far fuggire i soldati italiani fatti prigionieri dai tedeschi. A partire dalla primavera del 1944, partecipa alla Resistenza come staffetta partigiana e diviene comandante di una unità di staffette del servizio postale che comprendeva circa 40 donne. Arrestata in seguito ad una denuncia, nel settembre 1944, riesce a scappare e a rifugiarsi presso i partigiani stanzionati in Appennino. Là combatte con il nome di battaglia di “Laila” nella 144ª Brigata Garibaldi “Antonio Gramsci”, divenendo una delle 11 comandanti di sesso femminile delle unità partigiane nella regione Emilia Romagna e ricevendo, a fine guerra, il grado di sergente maggiore.

### Dopoguerra
Dopo la guerra entra a far parte del partito comunista. Molto impegnata nell'attività sindacale, è stata Segretario provinciale del settore tessile della CGIL, uno dei massimi sindacati italiani, in qualità di responsabile della Commissione femminile e ai vertici locali della Federbraccianti e della Federmezzadri (sindacati di categoria). 
Per anni e anni, “Laila” è stata attiva nell'ANPI- Associazione nazionale partigiani d'Italia, in qualità di componente del Consiglio nazionale e del Coordinamento femminile, impegnandosi parallelamente anche nella sezione provinciale dell'associazione.
Dopo il pensionamento collabora con l'Istoreco (Istituto per la Storia della Resistenza e della Società contemporanea in provincia di Reggio Emilia) in qualità di testimone, raccontando gli anni del fascismo e della Resistenza.
Annita Malavasi muore il 27 novembre 2011 di cancro ai polmoni.

## Filmografia
- Non ci è stato regalato niente (2014), regia di Eric Esser[7]